# Estômago (constelação chinesa)
Estômago (em chinês: 胃宿 e literalmente, em inglês: Stomach) é uma constelação chinesa e uma mansão lunar componente do Tigre-branco.